# Корчино (Алтайский край)
Корчино — село в Мамонтовском районе Алтайском крае Российской Федерации. Административный центр Корчинского сельсовета.

## История
Основано в 1825 г. В 1928 году состояло из 899 хозяйств, основное население — русские. В административном отношении являлось центром Корчинского сельсовета Куликовского района Каменского округа Сибирского края.

## Население
| 1926  | 1997  | 1998  | 1999  | 2000  | 2001  | 2002  | 2003  | 2004  | 2005  |
| ----- | ----- | ----- | ----- | ----- | ----- | ----- | ----- | ----- | ----- |
| 4289  | ↘1372 | ↗1378 | ↘1361 | ↗1377 | ↘1329 | ↘1300 | ↘1277 | ↗1281 | ↘1257 |
| 2006  | 2007  | 2008  | 2009  | 2010  | 2011  | 2012  | 2013  |       |       |
| ↘1245 | ↘1236 | ↘1212 | ↘1208 | ↘1106 | ↗1109 | ↘1083 | ↘1055 |       |       |

Национальный состав
Согласно результатам переписи 2002 года, в национальной структуре населения русские составляли 95 %.

## Инфраструктура
В селе действует почтовое отделение, кладбище, ферма, сельский дом культуры, библиотека, детский сад «Теремок», филиал Мамонтовской ЦРБ, памятник воинам, погибшим в годы Великой Отечественной войны.

## Почётные жители
Иван Мартынович Ладушкин (1922-1945) — лейтенант Рабоче-крестьянской Красной Армии, участник Великой Отечественной войны, Герой Советского Союза (1945).
В честь него назван город Ладушкин (бывший Лю́двигсорт, нем. Ludwigsort) — город в Калининградской области России, административный центр Ладушкинского городского округа.